# Seelinie (Bahnstrecke)
| Zwei GTW 2/6 von Thurbo auf der Rheinbrücke Feuerthalen bei Schaffhausen, im Hintergrund der Munot | |                                                                    |                                                                    |
| Streckennummer (DB): | 4000 (Konstanz–Grenze i. R. Kreuzlingen) 4322 (Konstanz–Grenze i. R. Romanshorn) |                                                                    |                                                                    |
| Streckennummer (BAV): | 820 (Schaffhausen–Etzwilen) 822 (Etzwilen–Kreuzlingen Grenze CH/D) 823 (Kreuzlingen–Kreuzlingen Hafen) 824 (Kreuzlingen Hafen Grenze CH/D–Romanshorn) 840 (Romanshorn–Romanshorn Feld H) 825 (Romanshorn Feld H–Rorschach) |                                                                    |                                                                    |
| Fahrplanfeld: | 820 (Schaffhausen–Romanshorn) 830 (Konstanz–Kreuzlingen–Weinfelden) 845 (Romanshorn–Rorschach) |                                                                    |                                                                    |
| Streckenlänge: | 82,4 km |                                                                    |                                                                    |
| Spurweite: | 1435 mm (Normalspur) |                                                                    |                                                                    |
| Streckenklasse: | D4 |                                                                    |                                                                    |
| Stromsystem: | 15 kV 16,7 Hz ~ |                                                                    |                                                                    |
| Maximale Neigung: | 12 ‰ |                                                                    |                                                                    |
| Zweigleisigkeit: | Rorschach Hafen–Rorschach |                                                                    |                                                                    |
| | |                                                                    |                                                                    |
| \| \| \| DB von Basel S 64 \| \| \| \| \| SBB von Winterthur S 9 S 12 S 24 S 33 S 65 \| \| \| \| 48,76 \| Schaffhausen Endpunkt S 1 S 62 S 64 S 65 \| 404 m ü. M. \| \| \| \| DB nach Konstanz S 62 \| \| \| \| \| Emmersbergtunnel (761 m) \| \| \| \| \| \| \| \| \| 47,21 \| Rheinbrücke Feuerthalen (262 m), Kantonsgrenze Schaffhausen/Zürich \| Rheinbrücke Feuerthalen (262 m), Kantonsgrenze Schaffhausen/Zürich \| \| \| \| \| \| \| \| 46,93 \| Feuerthalen \| 409 m ü. M. \| \| \| 45,33 \| Langwiesen \| 409 m ü. M. \| \| \| 44,77 \| Kantonsgrenze Zürich/Thurgau \| 404 m ü. M. \| \| \| 43,28 \| Schlatt \| 404 m ü. M. \| \| \| 39,75 \| St. Katharinental (seit 2002) \| 413 m ü. M. \| \| \| \| Brücke Geisslibach (94 m) \| \| \| \| 38,18 \| Diessenhofen \| 413 m ü. M. \| \| \| 35,57 \| Schlattingen \| 427 m ü. M. \| \| \| \| SBB von Winterthur S 29 \| \| \| \| 31,81 \| Etzwilen \| 438 m ü. M. \| \| \| \| SEHR nach Singen (Museumsbahn) \| \| \| \| 34,55 \| Kantonsgrenze Thurgau/Schaffhausen \| Kantonsgrenze Thurgau/Schaffhausen \| \| \| 34,86 \| Stein am Rhein Endpunkt S 29 \| 413 m ü. M. \| \| \| 35,40 \| Kantonsgrenze Schaffhausen/Thurgau \| Kantonsgrenze Schaffhausen/Thurgau \| \| \| 36,93 \| Eschenz \| 417 m ü. M. \| \| \| 39,84 \| Mammern \| 412 m ü. M. \| \| \| 45,59 \| Steckborn \| 404 m ü. M. \| \| \| 48,91 \| Berlingen \| 403 m ü. M. \| \| \| 51,33 \| Mannenbach-Salenstein \| 399 m ü. M. \| \| \| 54,01 \| Ermatingen \| 402 m ü. M. \| \| \| 56,00 \| Triboltingen (seit 1998) \| 403 m ü. M. \| \| \| \| \| \| \| \| 57,86 \| Tägerwilen-Gottlieben (bis 1996 Tägerwilen SBB) \| 404 m ü. M. \| \| \| \| \| \| \| \| \| Thurbo von Wil S 14 S 44 \| \| \| \| 59,15 \| Tägermoos \| 402 m ü. M. \| \| \| \| MThB von Wil (1911–2001) \| \| \| \| \| \| \| \| \| 60,69 \| Kreuzlingen \| 403 m ü. M. \| \| \| \| \| \| \| \| 61,29 414,90 \| Eigentumsgrenze SBB/BEV[1][2] \| Eigentumsgrenze SBB/BEV[1][2] \| \| \| \| \| \| \| \| 414,84 \| Staatsgrenze Schweiz/Deutschland, Eigentumsgrenze BEV/DB Netz[1] \| 399 m ü. M. \| \| \| \| \| \| \| \| \| DB Hochrheinbahn von Basel S 6 \| \| \| \| 414,34 \| Konstanz Endpunkt S 6 S 14 S 44 \| 398 m ü. NN \| \| \| \| \| \| \| \| \| \| \| \| \| 414,82 \| Staatsgrenze Deutschland/Schweiz, Eigentumsgrenze DB Netz/BEV[1] \| 399 m ü. M. \| \| \| \| \| \| \| \| 415,04 100,58 \| Eigentumsgrenze BEV/SBB[1] \| Eigentumsgrenze BEV/SBB[1] \| \| \| \| \| \| \| \| 61,80 100,17 \| Kreuzlingen Hafen \| 402 m ü. M. \| \| \| 98,83 \| Kurzrickenbach Seepark (seit 1998) \| 405 m ü. M. \| \| \| 97,50 \| Bottighofen (1946–1998) \| 405 m ü. M. \| \| \| 97,98 \| Bottighofen (seit 1998) \| 405 m ü. M. \| \| \| 96,17 \| Münsterlingen-Scherzingen \| 405 m ü. M. \| \| \| 95,40 \| Münsterlingen Spital (seit 1998) \| 405 m ü. M. \| \| \| 94,56 \| Landschlacht (seit 2002) \| 408 m ü. M. \| \| \| 92,92 \| Altnau \| 409 m ü. M. \| \| \| 90,49 \| Güttingen \| 410 m ü. M. \| \| \| 88,09 \| Kesswil \| 405 m ü. M. \| \| \| 86,11 \| Uttwil \| 406 m ü. M. \| \| \| 82,15 \| Romanshorn Richtungswechsel S 7 \| 399 m ü. M. \| \| \| \| SBB von Winterthur S 7 \| \| \| \| 80,97 \| Romanshorn West \| 404 m ü. M. \| \| \| \| \| \| \| \| [3] 81,78 [4] 83,32 \| Romanshorn Süd \| 399 m ü. M. \| \| \| \| SOB nach St. Gallen S 1 \| \| \| \| 84,72 \| Egnach \| 401 m ü. M. \| \| \| 88,75 \| Arbon Seemoosriet (seit 2007) \| 400 m ü. M. \| \| \| 90,29 \| Arbon \| 399 m ü. M. \| \| \| 90,80 \| Kantonsgrenze Thurgau/St. Gallen \| Kantonsgrenze Thurgau/St. Gallen \| \| \| 91,64 \| Steinach (seit 2007) \| 402 m ü. M. \| \| \| 92,19 \| Kantonsgrenze St. Gallen/Thurgau \| Kantonsgrenze St. Gallen/Thurgau \| \| \| 93,47 \| Horn \| 403 m ü. M. \| \| \| 94,40 \| Kantonsgrenze Thurgau/St. Gallen \| Kantonsgrenze Thurgau/St. Gallen \| \| \| 96,32 \| Rorschach Hafen Endpunkt S 25 \| 398 m ü. M. \| \| \| \| SBB von St. Gallen \| \| \| \| 97,27 \| Rorschach \| 399 m ü. M. \| \| \| \| AB nach Heiden S 25 \| \| \| \| \| nach Chur S 7 \| \| | |                                                                    |                                                                    |
| Strecke | | DB von Basel S 64                                                  | DB von Basel S 64                                                  |
| Abzweig geradeaus und von rechts | | SBB von Winterthur S 9 S 12 S 24 S 33 S 65                         | SBB von Winterthur S 9 S 12 S 24 S 33 S 65                         |
| Bahnhof | 48,76 | Schaffhausen Endpunkt S 1 S 62 S 64 S 65                           | 404 m ü. M.                                                        |
| Abzweig geradeaus und nach links | | DB nach Konstanz S 62                                              | DB nach Konstanz S 62                                              |
| Tunnel | | Emmersbergtunnel (761 m)                                           | Emmersbergtunnel (761 m)                                           |
| | |                                                                    |                                                                    |
| Grenze auf Brücke über Wasserlauf | 47,21 | Rheinbrücke Feuerthalen (262 m), Kantonsgrenze Schaffhausen/Zürich | Rheinbrücke Feuerthalen (262 m), Kantonsgrenze Schaffhausen/Zürich |
| | |                                                                    |                                                                    |
| Bahnhof | 46,93 | Feuerthalen                                                        | 409 m ü. M.                                                        |
| Haltepunkt / Haltestelle | 45,33 | Langwiesen                                                         | 409 m ü. M.                                                        |
| Grenze | 44,77 | Kantonsgrenze Zürich/Thurgau                                       | 404 m ü. M.                                                        |
| Haltepunkt / Haltestelle | 43,28 | Schlatt                                                            | 404 m ü. M.                                                        |
| Haltepunkt / Haltestelle | 39,75 | St. Katharinental (seit 2002)                                      | 413 m ü. M.                                                        |
| Brücke über Wasserlauf | | Brücke Geisslibach (94 m)                                          | Brücke Geisslibach (94 m)                                          |
| Bahnhof | 38,18 | Diessenhofen                                                       | 413 m ü. M.                                                        |
| Haltepunkt / Haltestelle | 35,57 | Schlattingen                                                       | 427 m ü. M.                                                        |
| Abzweig geradeaus und von rechts | | SBB von Winterthur S 29                                            | SBB von Winterthur S 29                                            |
| Bahnhof | 31,81 | Etzwilen                                                           | 438 m ü. M.                                                        |
| Abzweig geradeaus und nach links | | SEHR nach Singen (Museumsbahn)                                     | SEHR nach Singen (Museumsbahn)                                     |
| Grenze | 34,55 | Kantonsgrenze Thurgau/Schaffhausen                                 | Kantonsgrenze Thurgau/Schaffhausen                                 |
| Bahnhof | 34,86 | Stein am Rhein Endpunkt S 29                                       | 413 m ü. M.                                                        |
| Grenze | 35,40 | Kantonsgrenze Schaffhausen/Thurgau                                 | Kantonsgrenze Schaffhausen/Thurgau                                 |
| Bahnhof | 36,93 | Eschenz                                                            | 417 m ü. M.                                                        |
| Bahnhof | 39,84 | Mammern                                                            | 412 m ü. M.                                                        |
| Bahnhof | 45,59 | Steckborn                                                          | 404 m ü. M.                                                        |
| Bahnhof | 48,91 | Berlingen                                                          | 403 m ü. M.                                                        |
| Haltepunkt / Haltestelle | 51,33 | Mannenbach-Salenstein                                              | 399 m ü. M.                                                        |
| Bahnhof | 54,01 | Ermatingen                                                         | 402 m ü. M.                                                        |
| Haltepunkt / Haltestelle | 56,00 | Triboltingen (seit 1998)                                           | 403 m ü. M.                                                        |
| | |                                                                    |                                                                    |
| Bahnhof | 57,86 | Tägerwilen-Gottlieben (bis 1996 Tägerwilen SBB)                    | 404 m ü. M.                                                        |
| | |                                                                    |                                                                    |
| Abzweig geradeaus und von rechts | | Thurbo von Wil S 14 S 44                                           | Thurbo von Wil S 14 S 44                                           |
| Dienststation / Betriebs- oder Güterbahnhof | 59,15 | Tägermoos                                                          | 402 m ü. M.                                                        |
| Kreuzung geradeaus unten (Querstrecke außer Betrieb) · Strecke von rechts (außer Betrieb) | | MThB von Wil (1911–2001)                                           | MThB von Wil (1911–2001)                                           |
| Abzweig geradeaus und ehemals von links · Strecke nach rechts (außer Betrieb) | |                                                                    |                                                                    |
| Bahnhof | 60,69 | Kreuzlingen                                                        | 403 m ü. M.                                                        |
| Strecke von links · Abzweig geradeaus und nach rechts | |                                                                    |                                                                    |
| Strecke · Grenze | 61,29 414,90 | Eigentumsgrenze SBB/BEV                                            | Eigentumsgrenze SBB/BEV                                            |
| | |                                                                    |                                                                    |
| Strecke | 414,84 | Staatsgrenze Schweiz/Deutschland, Eigentumsgrenze BEV/DB Netz      | 399 m ü. M.                                                        |
| | |                                                                    |                                                                    |
| Strecke · Strecke · Strecke von links | | DB Hochrheinbahn von Basel S 6                                     | DB Hochrheinbahn von Basel S 6                                     |
| Strecke · Strecke · Bahnhof | 414,34 | Konstanz Endpunkt S 6 S 14 S 44                                    | 398 m ü. NN                                                        |
| Strecke · Abzweig nach links und von links · Strecke nach rechts | |                                                                    |                                                                    |
| | |                                                                    |                                                                    |
| Strecke | 414,82 | Staatsgrenze Deutschland/Schweiz, Eigentumsgrenze DB Netz/BEV      | 399 m ü. M.                                                        |
| | |                                                                    |                                                                    |
| Strecke · Grenze | 415,04 100,58 | Eigentumsgrenze BEV/SBB                                            | Eigentumsgrenze BEV/SBB                                            |
| Strecke nach links · Abzweig geradeaus und von rechts | |                                                                    |                                                                    |
| Bahnhof | 61,80 100,17 | Kreuzlingen Hafen                                                  | 402 m ü. M.                                                        |
| Haltepunkt / Haltestelle | 98,83 | Kurzrickenbach Seepark (seit 1998)                                 | 405 m ü. M.                                                        |
| ehemaliger Haltepunkt / Haltestelle | 97,50 | Bottighofen (1946–1998)                                            | 405 m ü. M.                                                        |
| Haltepunkt / Haltestelle | 97,98 | Bottighofen (seit 1998)                                            | 405 m ü. M.                                                        |
| Bahnhof | 96,17 | Münsterlingen-Scherzingen                                          | 405 m ü. M.                                                        |
| Haltepunkt / Haltestelle | 95,40 | Münsterlingen Spital (seit 1998)                                   | 405 m ü. M.                                                        |
| Haltepunkt / Haltestelle | 94,56 | Landschlacht (seit 2002)                                           | 408 m ü. M.                                                        |
| Bahnhof | 92,92 | Altnau                                                             | 409 m ü. M.                                                        |
| Bahnhof | 90,49 | Güttingen                                                          | 410 m ü. M.                                                        |
| Haltepunkt / Haltestelle | 88,09 | Kesswil                                                            | 405 m ü. M.                                                        |
| Bahnhof | 86,11 | Uttwil                                                             | 406 m ü. M.                                                        |
| Bahnhof | 82,15 | Romanshorn Richtungswechsel S 7                                    | 399 m ü. M.                                                        |
| Strecke von rechts · Strecke | | SBB von Winterthur S 7                                             | SBB von Winterthur S 7                                             |
| Dienststation / Betriebs- oder Güterbahnhof · Strecke | 80,97 | Romanshorn West                                                    | 404 m ü. M.                                                        |
| Strecke nach links · Abzweig geradeaus, nach rechts und von rechts | |                                                                    |                                                                    |
| Dienststation / Betriebs- oder Güterbahnhof | 81,78 83,32 | Romanshorn Süd                                                     | 399 m ü. M.                                                        |
| Abzweig geradeaus und nach rechts | | SOB nach St. Gallen S 1                                            | SOB nach St. Gallen S 1                                            |
| Bahnhof | 84,72 | Egnach                                                             | 401 m ü. M.                                                        |
| Haltepunkt / Haltestelle | 88,75 | Arbon Seemoosriet (seit 2007)                                      | 400 m ü. M.                                                        |
| Bahnhof | 90,29 | Arbon                                                              | 399 m ü. M.                                                        |
| Grenze | 90,80 | Kantonsgrenze Thurgau/St. Gallen                                   | Kantonsgrenze Thurgau/St. Gallen                                   |
| Haltepunkt / Haltestelle | 91,64 | Steinach (seit 2007)                                               | 402 m ü. M.                                                        |
| Grenze | 92,19 | Kantonsgrenze St. Gallen/Thurgau                                   | Kantonsgrenze St. Gallen/Thurgau                                   |
| Bahnhof | 93,47 | Horn                                                               | 403 m ü. M.                                                        |
| Grenze | 94,40 | Kantonsgrenze Thurgau/St. Gallen                                   | Kantonsgrenze Thurgau/St. Gallen                                   |
| Bahnhof | 96,32 | Rorschach Hafen Endpunkt S 25                                      | 398 m ü. M.                                                        |
| Abzweig geradeaus und von rechts | | SBB von St. Gallen                                                 | SBB von St. Gallen                                                 |
| Bahnhof | 97,27 | Rorschach                                                          | 399 m ü. M.                                                        |
| Abzweig geradeaus und nach rechts | | AB nach Heiden S 25                                                | AB nach Heiden S 25                                                |
| Strecke | | nach Chur S 7                                                      | nach Chur S 7                                                      |

Seelinie ist die Bezeichnung der normalspurigen Eisenbahnstrecke, die von Schaffhausen über Stein am Rhein, Kreuzlingen/Konstanz und Romanshorn nach Rorschach führt. Sie gehört den Schweizerischen Bundesbahnen (SBB) und befindet sich zum grössten Teil im Kanton Thurgau. Sie bildet den Schweizer Abschnitt des Eisenbahnrings um den Bodensee.

## Geschichte

### 19. Jahrhundert
Die heutige Seelinie Schaffhausen–Rorschach entstand zwischen 1869 und 1895 in vier Teilabschnitten:

#### Romanshorn–Rorschach

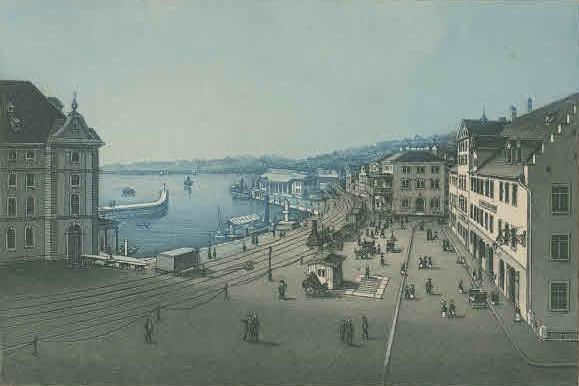
Bahnhof Rorschach Hafen (1860). Zwischen Hafen- und Stadtbahnhof lagen die Gleise der VSB und der NOB nebeneinander.

Das Teilstück Romanshorn–Rorschach Hafen wurde am 15. Oktober 1869 als Verlängerung der Thurtallinie durch die Schweizerische Nordostbahn (NOB) eröffnet. Es schloss in Rorschach Hafen an die am 25. Dezember 1856 eröffnete Strecke Rorschach Hafen–Rorschach–St. Gallen der Vereinigten Schweizerbahnen (VSB) an, die im Bahnhof Rorschach eine Spitzkehre hatte. Die NOB legte zwischen Rorschach Hafen und Rorschach neben dem Gleis der VSB ihr eigenes paralleles Gleis. Dadurch führte die NOB-Strecke bis zum Bahnhof Rorschach. Die Strecke schloss die Lücke zwischen dem Bahnhof Romanshorn und der Bahnstrecke Rorschach–St. Margrethen–Chur der VSB und bildete die Konkurrenzverbindung zur VSB-Strecke Winterthur–St. Gallen–Rorschach.
Die Verbindungskurve Romanshorn wurde am 1. Dezember 1893 eröffnet. Sie ermöglicht es den aus Winterthur kommenden Zügen, ohne Spitzkehre nach Rorschach zu fahren.

#### Konstanz–Kreuzlingen Hafen–Romanshorn

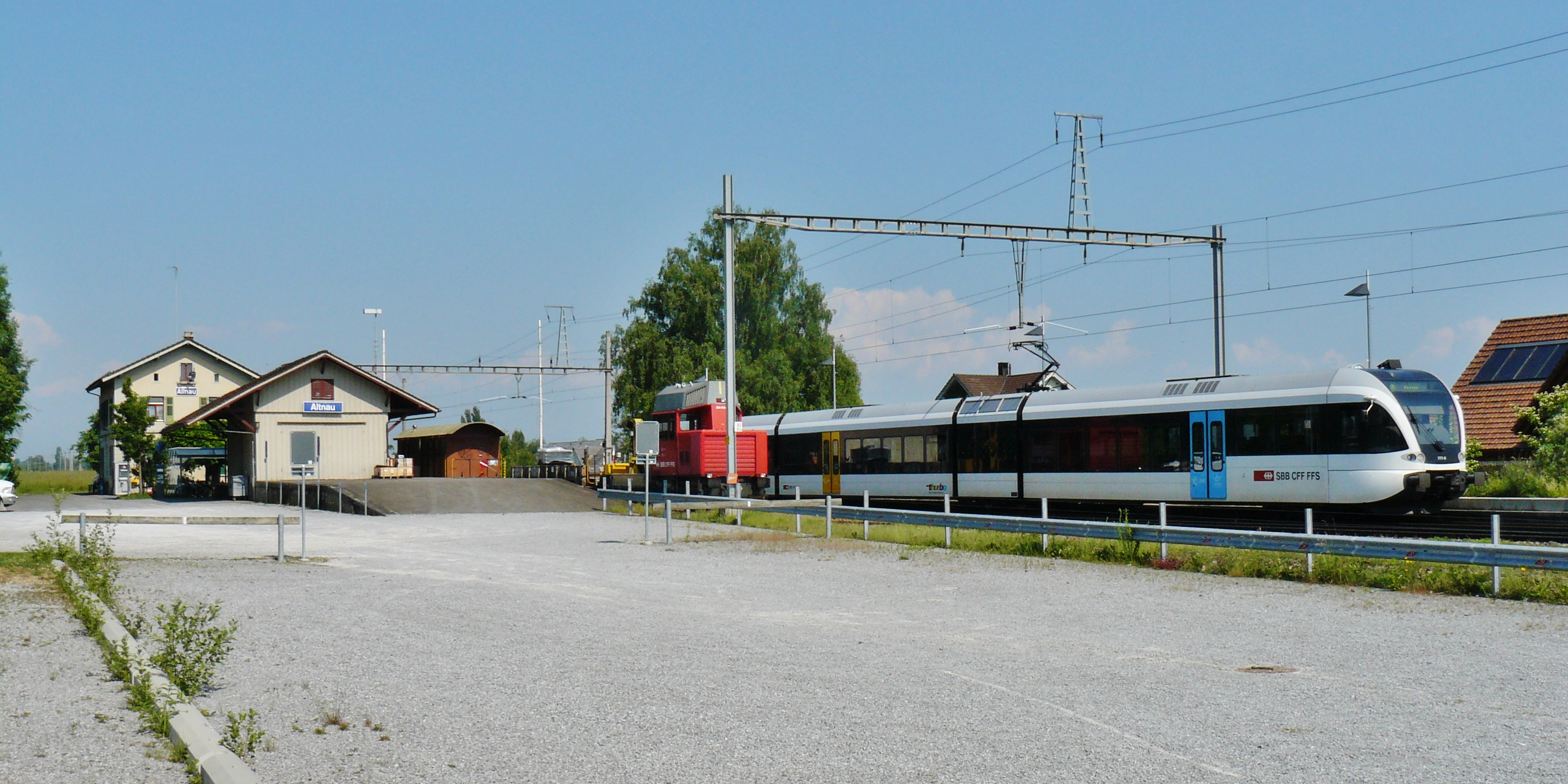
Thurbo GTW 2/6 und Baudienstfahrzeuge der SBB in Altnau

Bereits 1863 wurde Konstanz durch die Hochrheinbahn der Grossherzoglichen Badischen Staatseisenbahnen erschlossen. Den Bau des Abschnitts Kreuzlingen–Romanshorn versuchte Eduard Häberlin im Verwaltungsrat der NOB zu verhindern, um deren Thurtallinie und die westlichen Zufahrtsstrecken vor der Konkurrenz der badischen Hochrheinbahn zu schützen. Das von Gottlieb Labhardt präsidierte «Seethalbahn»-Komitee setzte sich durch, und am 1. Juli 1871 schloss die Schweizerische Nordostbahn (NOB) die Lücke zur Thurtallinie, indem sie den Bahnhof Romanshorn via Kreuzlingen Hafen mit Konstanz verband.
Die Streckenkilometer weisen heute noch auf die Bahngesellschaft hin, die den Streckenabschnitt erbaute. Die NOB-Kilometrierung der Abschnitte Romanshorn–Rorschach und Romanshorn–Landesgrenze(–Konstanz) hat ihren Ausgangspunkt im Hauptbahnhof Zürich.

#### Etzwilen–Kreuzlingen–Konstanz

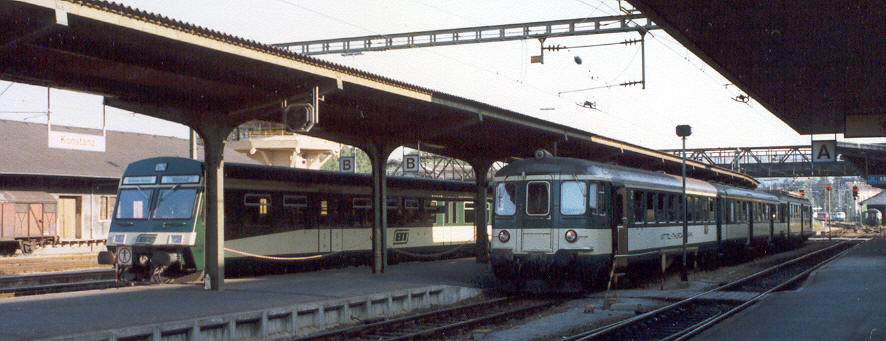
Nach Romanshorn–St. Gallen verkehrender Privatbahn-NPZ der BT (links) und dreiteiliger MThB-Pendelzug im Jahr 1990 in Konstanz

Der Abschnitt entlang des Untersees wurde von der Schweizerischen Nationalbahn (SNB) am 17. Juli 1875 als Teil der Bahnstrecke Winterthur–Etzwilen–Singen/–Kreuzlingen–Konstanz/Kreuzlingen Hafen eröffnet. Die Bahngesellschaft strebte den Bau einer Verbindung vom Bodensee und von Singen zum Genfersee an, um das Monopol der bestehenden Bahngesellschaften, unter anderem der Schweizerischen Nordostbahn (NOB), zu durchbrechen. Die Strecke führt durch verkehrsschwaches Gebiet und warf aus verschiedenen Gründen keinen Gewinn ab. Die Nationalbahn ging bereits 1878 in Konkurs und wurde daraufhin von der NOB übernommen.
Die Kilometrierung dieses von der Nationalbahn erbauten Abschnitts hat ihren Nullpunkt im Bahnhof Winterthur.

#### Schaffhausen–Etzwilen

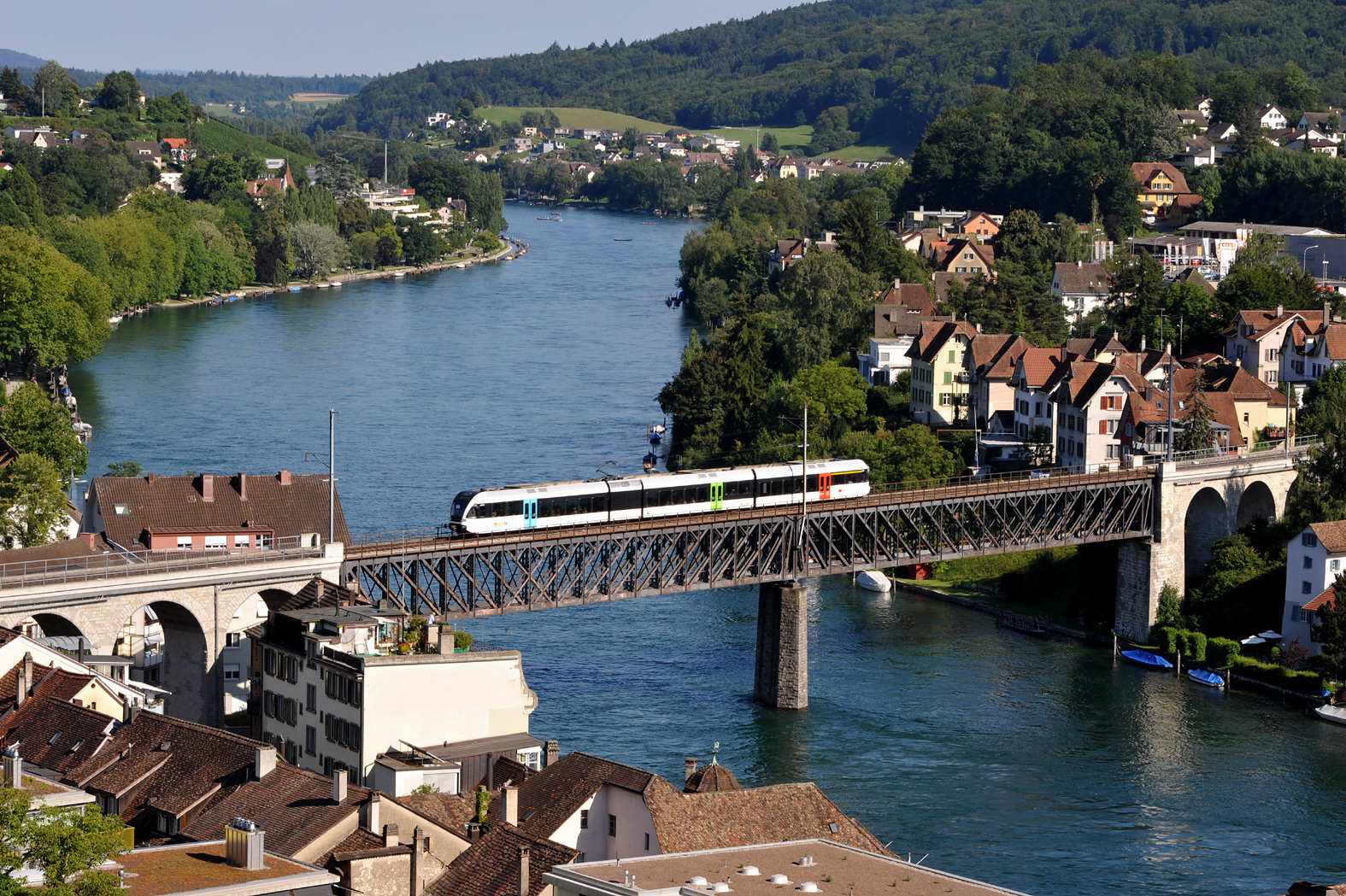
Eisenbahnbrücke über den Rhein von Schaffhausen (links) nach Feuerthalen mit einem dreiteiligen GTW 2/8 von Thurbo

Seit 1875 war das Schaffhauser Städtchen Stein am Rhein mit Winterthur, Singen und Konstanz verbunden, aber nicht mit der Kantonshauptstadt. Das änderte sich in den 1890er Jahren. Am 1. November 1894 übergab die Nordostbahn den Abschnitt Feuerthalen–Etzwilen dem Verkehr. Die Bauarbeiten des Emmersbergtunnels verzögerten sich aufgrund von Wassereinbrüchen und einem Tagbruch. Die Eröffnung der restlichen Strecke Schaffhausen–Feuerthalen erfolgte am 2. April 1895 nach der Fertigstellung des Emmersbergtunnels und der Rheinbrücke Feuerthalen, womit die heute als Seelinie bezeichnete Bahnstrecke durchgehend in Betrieb war.
Die Nordostbahn schloss die Kilometrierung dieses Abschnitts an die von ihr 1878 übernommene Nationalbahnstrecke Winterthur–Etzwilen mit Ausgangspunkt Winterthur an.

### Schweizerische Bundesbahnen

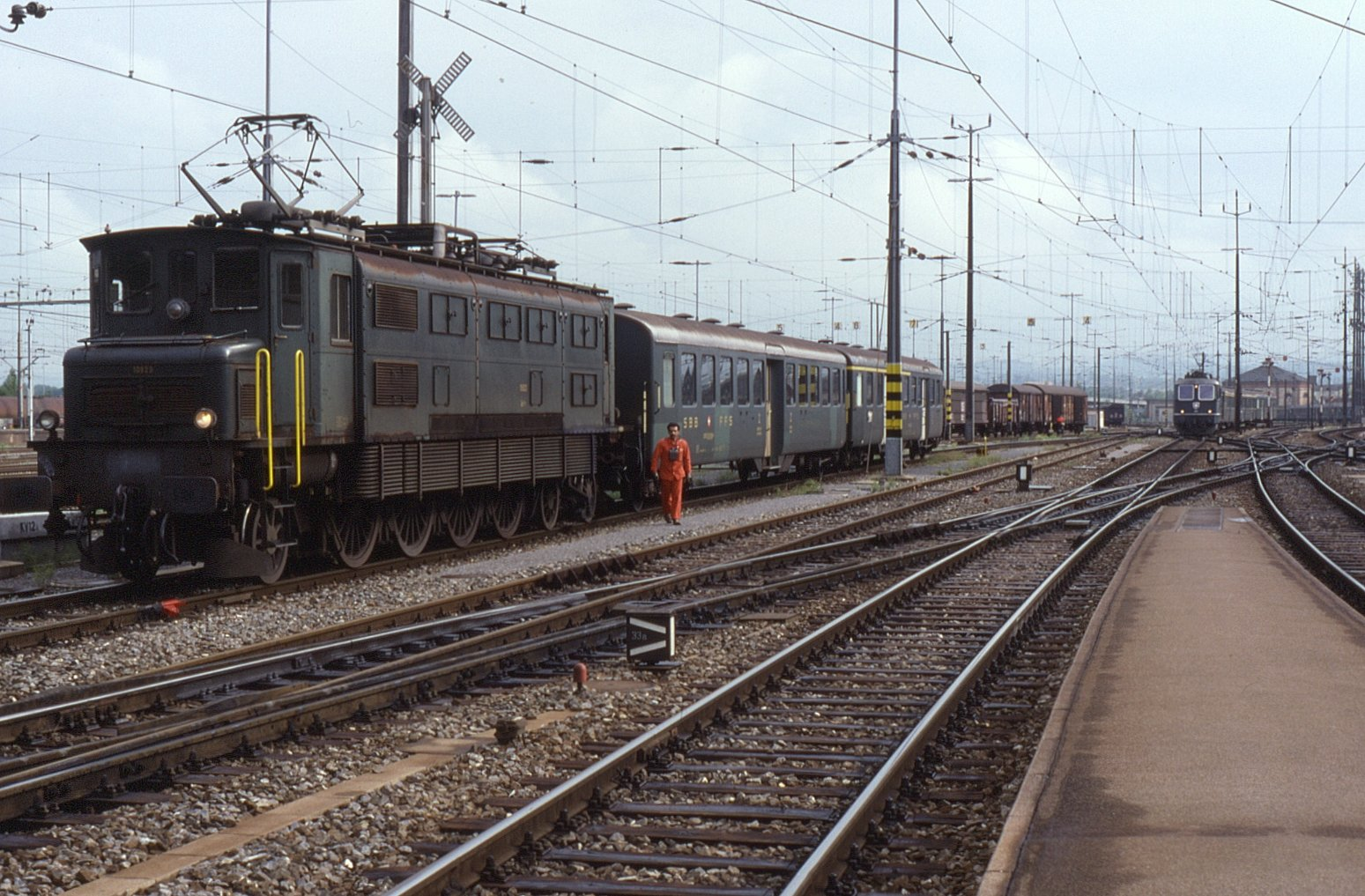
In den 1980er Jahren prägte veraltetes Rollmaterial die Seelinie der SBB. Ae 4/7 mit Leichtstahlwagen in Romanshorn.

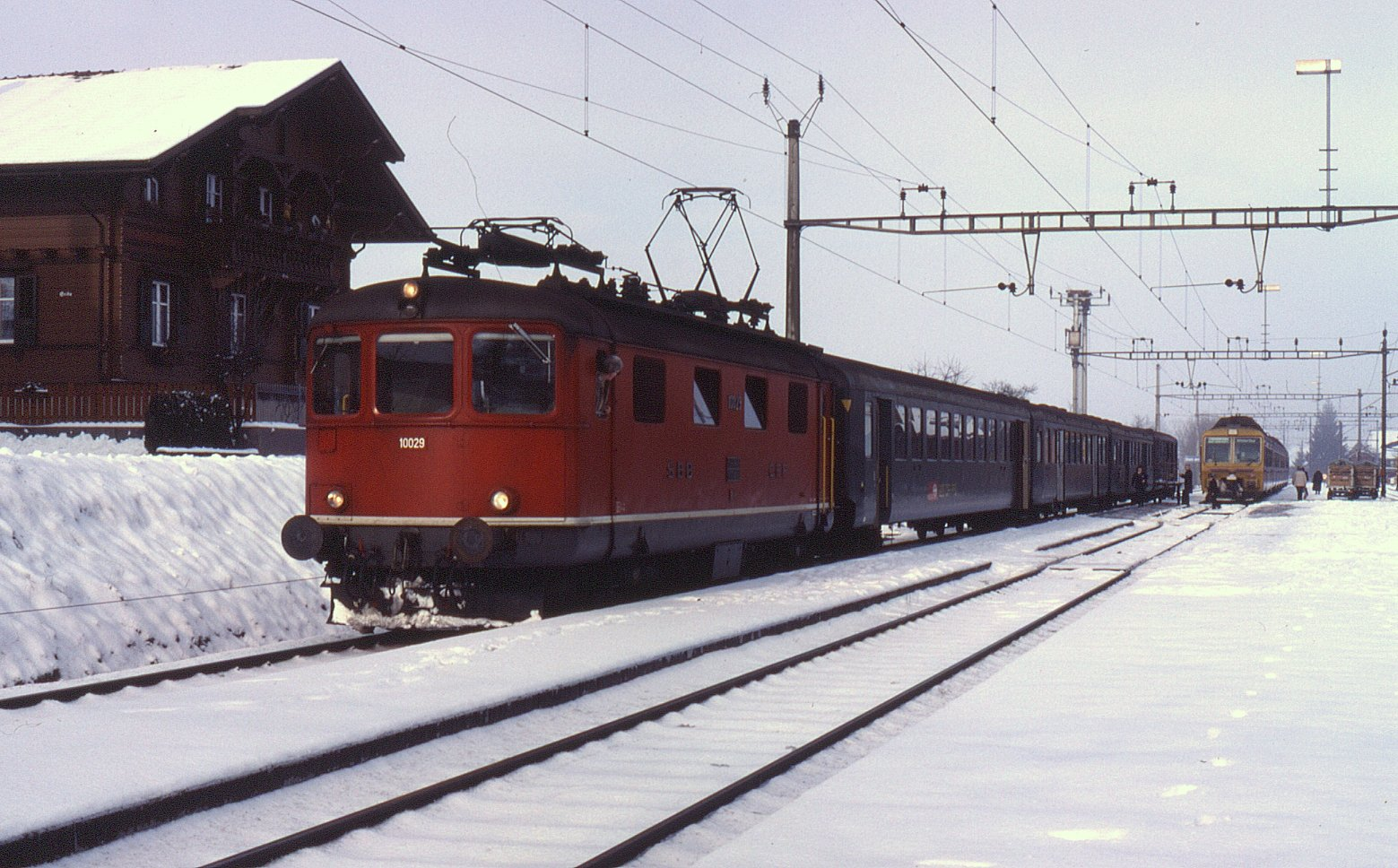
Eine Re 4/4 I mit Einheitswagen I und Leichtstahlwagen wartet in Stein am Rhein auf die Weiterfahrt Richtung Kreuzlingen

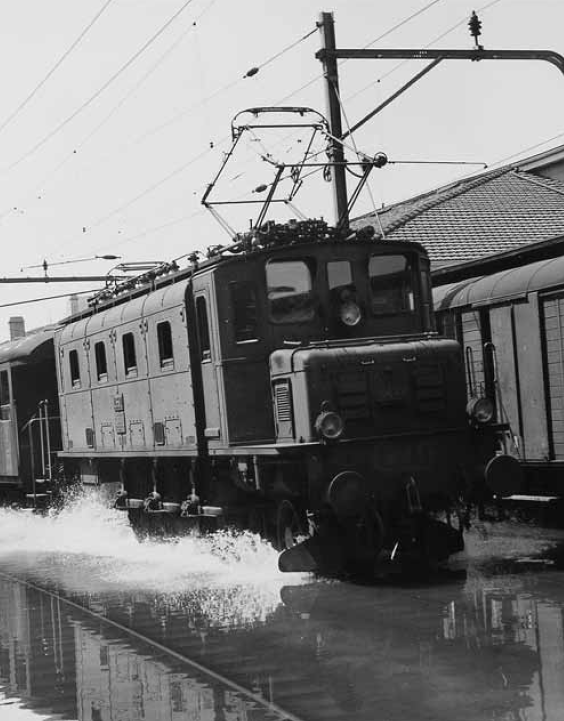
Hochwasser des Sommers 1965 im Bahnhof Rorschach Hafen. Die Ae 3/6 I waren mit ihren hochliegenden Fahrmotoren recht unempfindlich gegenüber überschwemmten Gleisen.

Mit der Verstaatlichung der Schweizerischen Nordostbahn und der anderen Schweizer Hauptbahnen kam die Seelinie 1902 an die neugegründeten SBB. Bei der Reorganisation der SBB-Verwaltung wurde die Seelinie 1923 dem SBB-Kreis III zugeteilt.
Bei der Eröffnung der Mittelthurgaubahn 1911 wurde der Bahnhof Tägerwilen in «Tägerwilen SBB» umbenannt. Nach der Übernahme der Seelinie durch die Mittelthurgaubahn erhielt die Station den heutigen Namen «Tägerwilen-Gottlieben». Die beiden Kreuzlinger Bahnhöfe wurden anlässlich der Eingemeindung von Emmishofen 1928 umbenannt. Der Bahnhof Emmishofen wurde zum Bahnhof Kreuzlingen und der Bahnhof Kreuzlingen zum Bahnhof Kreuzlingen Hafen.
1928 wurde die Strecke Winterthur–Romanshorn–Rorschach inklusive der Verbindungsstrecke in Romanshorn mit 15 kV 16 ⅔ Hz elektrifiziert. Bei der als Nebenstrecke betriebenen restlichen Seelinie drängte sich die Elektrifizierung vorerst nicht auf. Sie erfolgte in den 1940er Jahren, nach dem Zweiten Weltkrieg. Das Gleisdreieck nach Konstanz als letzte Strecke der SBB kam dann in den 1960er Jahren unter den Fahrdraht. Die Umstellung des von den Zügen der Mittelthurgaubahn (MThB) befahrenen Abschnitts Kreuzlingen–Konstanz hatte Zeit, fuhr doch die MThB bis 1965 mit Dampf- und Dieseltraktion.
Aufnahme des elektrischen Betriebes auf den einzelnen Abschnitten:
- Schaffhausen–Etzwilen am 16. Dezember 1945
- (Winterthur–)Etzwilen–Stein am Rhein am 7. Oktober 1946
- Stein am Rhein–Kreuzlingen am 5. Oktober 1947
- Kreuzlingen–Konstanz am 27. Mai 1962
- Konstanz–Kreuzlingen Hafen am 1. Juni 1969
- Kreuzlingen–Kreuzlingen Hafen–Romanshorn am 6. Mai 1946
- (Winterthur–)Romanshorn–Rorschach am 15. Mai 1928

Im Mai 1982 führten die SBB den Taktfahrplan wie auf dem übrigen Netz auch zwischen Schaffhausen und Rorschach ein.
In den 1990er Jahren bauten die SBB die Infrastruktur zurück. In Altnau wurde das Kreuzungsgleis entfernt, in Mammern das Bahnhofgebäude verkauft, und in Mannenbach-Salenstein musste der Bahnhof wegen Einsturzgefahr gesperrt werden. Mit dem Sommerfahrplan 1994 wurden die von Re 4/4 I und Ae 4/7 geführten Züge durch Pendelzüge mit modernisierten RBe-540-Triebwagen ersetzt. Diese zaghafte Verbesserung konnte jedoch kaum darüber hinwegtäuschen, dass die SBB die Seelinie vernachlässigten und auch eine Umstellung auf Busbetrieb in Betracht zogen. Die Regierung des Kantons Thurgau erreichte mit der Unterstützung des Bundesamts für Verkehr, dass die Konzession zum Betrieb der Strecke Schaffhausen–Romanshorn ausgeschrieben wurde. Die Ausschreibung war ein Pilotprojekt und die erste dieser Art in der Schweiz.

### Übernahme durch die Mittelthurgaubahn

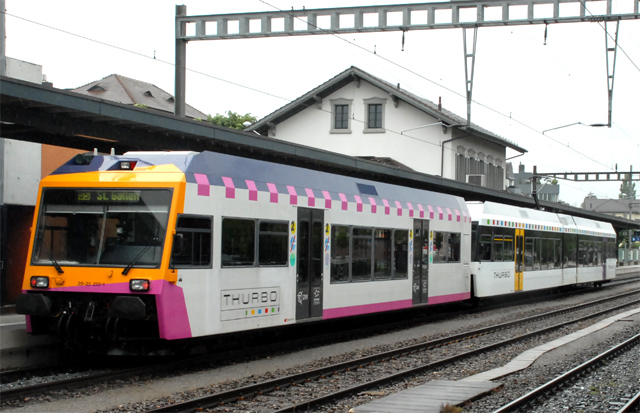
Die Steuerwagen Bt ermöglichten die Bildung von Dreiwagenzügen. Wegen der geringen Steigung der Seelinie reichte die geringe Leistung der GTW der ersten Generation zur Beförderung des Steuerwagens aus.

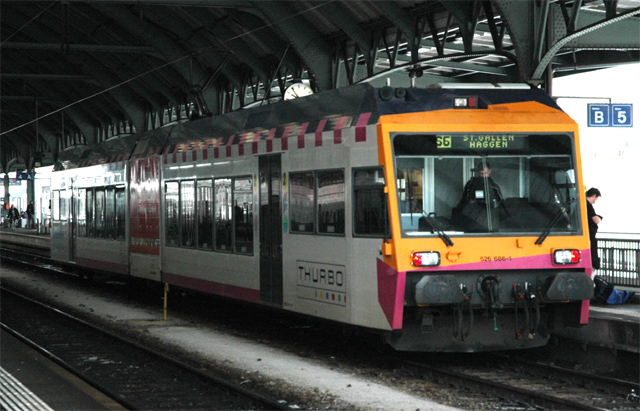
Von der MThB zur Rationalisierung der Seelinie beschaffter Gelenktriebwagen (GTW) RABe 526 686 im Einsatz beim Nachfolgeunternehmen Thurbo. Die Züge der ersten Generation sind an ihren eckigen Fronten zu erkennen.

1996 wurde die Strecke Schaffhausen–Romanshorn nach der Ausschreibung von der Mittelthurgaubahn (MThB) übernommen, die mit den SBB einen zehnjährigen Pachtvertrag abschloss. Die MThB war während der Vertragszeit nicht nur für den Fahrbetrieb zuständig, sondern auch für den Unterhalt der Strecke. Der Streckenabschnitt Romanshorn–Rorschach wurde während dieser Zeit weiterhin von den SBB betrieben.

#### MThB-Konzept
Nach der Übernahme der Strecke begann die MThB mit der Umsetzung ihres Konzepts, das den Fahrgästen mehr und attraktivere Leistungen anbieten sollte. Das MThB-Konzept enthielt folgende Eckpfeiler:
- Schlanke Anschlüsse an das Schnellzugnetz führen zu kürzerer Reisedauer und mehr Verbindungen.
- Der Halt an den nachfrageorientierten Punkten verlangte den Bau neuer Haltestellen.
- Halt auf Verlangen führt zur Fahrzeiteinsparung, um die Bedienung der zusätzlichen Haltestellen zu kompensieren.
- Touristische Extrazüge wie der Orient-Express und der Ausbau des Güterverkehrs über den Grenzübergang Konstanz sollten zusätzliche Einnahmen bringen.
- Dank Investitionen in neue ferngesteuerte Stellwerke und neues Rollmaterial wird der Betrieb rationalisiert.

#### Betrieb durch die MThB
| Fahrzeuge          | Wagen | Sitzplätze | Sitzplätze | Sitzplätze | Steh- plätze | Total |
| Fahrzeuge          | Wagen | 1. Klasse  | 2. Klasse  | Klappsitze | Steh- plätze | Total |
| ------------------ | ----- | ---------- | ---------- | ---------- | ------------ | ----- |
| RABe 526           | 2     | 12         | 90         | 16         | 82           | 200   |
| RABe + Bt          | 3     | 12         | 194        | 32         | 167          | 360   |
| RABe + RABe        | 4     | 24         | 180        | 32         | 164          | 400   |
| RABe + RABe + RABe | 6     | 36         | 270        | 48         | 246          | 600   |

Die MThB modernisierte die gepachtete Strecke grundlegend, indem sie Stellwerke ersetzte, alle Barrieren automatisierte, Zugfunk und Lautsprecheranlagen einrichtete, die Perrons erhöhte sowie neue Billettautomaten und neues Rollmaterial anschaffte. Die neuen Gelenktriebwagen des Thurgauer Unternehmens Stadler Rail sind in Beschaffung, Betrieb und Unterhalt wesentlich günstiger als bisherige Fahrzeuge. Ab Fahrplanwechsel 1998 setzte die MThB ihr Angebotskonzept grösstenteils um, nahm mit Kurzrickenbach Seepark, Triboltingen und Münsterlingen Spital neue Haltestellen in Betrieb und erhöhte das Angebot im Personenverkehr um 67 %. Die 1946 von den SBB in Betrieb genommene Haltestelle Bottighofen wurde 1998 näher ans Dorf verschoben. Auf den meisten Streckenabschnitten wurde der Halbstundentakt eingeführt.
| Jahr | Beförderte Personen | Tonnen- kilometer |
| ---- | ------------------- | ----------------- |
| 1997 | 1'357'630           | 6'583'734         |
| 1998 | 2'403'582           | 13'028'727        |
| 1999 | 2'578'821           | 19'628'303        |

Bei Einführung des neuen Angebotskonzeptes gelang es der MThB zunächst nicht, den Fahrplan einzuhalten. Verspätungen und Anschlussbrüche waren die Folge. Gründe waren die verspätete Auslieferung der neuen Gelenktriebwagen, Langsamfahrstellen wegen der noch nicht abgeschlossenen Bauarbeiten und das fehlende Kreuzungsgleis in Altnau, wo wegen des neu eingeführten Halbstundentaktes eine Taktkreuzung notwendig ist. Das von den SBB 1993 abgebaute Kreuzungsgleis wurde am 25. September 1998 von der MThB wieder in Betrieb genommen. Die Kreuzungsstelle wird im Linksverkehr betrieben und ist technisch so ausgerüstet und abgesichert, dass eine zeitgleiche Einfahrt aus beiden Richtungen erlaubt ist.
Auch im 21. Jahrhundert setzte die MThB ihre Strategie zur besseren Erschliessung der Siedlungen um. 2002 wurden die Haltepunkte St. Katharinental und Landschlacht dem Verkehr übergeben.

#### Konkurs der MThB
Umfangreiche Rationalisierungsinvestitionen in Anlagen und Fahrzeuge halfen der Mittelthurgaubahn, Kosten einzusparen, welche für die Verbesserung des Angebotes verwendet wurden. Mit der Verdichtung des Fahrplans, neuem Rollmaterial und zusätzlichen Haltestellen gelang es der MThB, die Attraktivität des öffentlichen Verkehrs zu steigern. Das insgesamt erfolgreiche Konzept hatte auch Einfluss auf andere Bahnunternehmungen in der Schweiz.
Die Modernisierung der Seelinie kostete die MThB jedoch 70 bis 80 Millionen Franken. Die Schulden von 153 Millionen Franken führten die MThB in Liquiditätsprobleme und Ende 2002 in den Konkurs. Für den Zusammenbruch der Mittelthurgaubahn waren aber auch andere Gründe wie fehlende Abgrenzung in der Buchhaltung, Führungsfehler und unklare Regelungen mit dem Bundesamt für Verkehr über die Abgeltung mitverantwortlich.

### Betrieb durch Thurbo

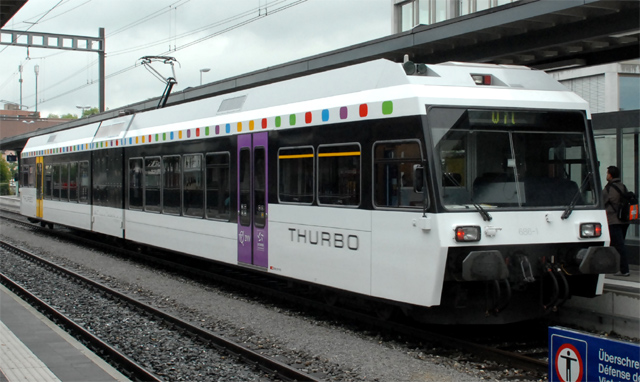
Von der MThB beschaffter RABe 526 680 in den Farben von Thurbo

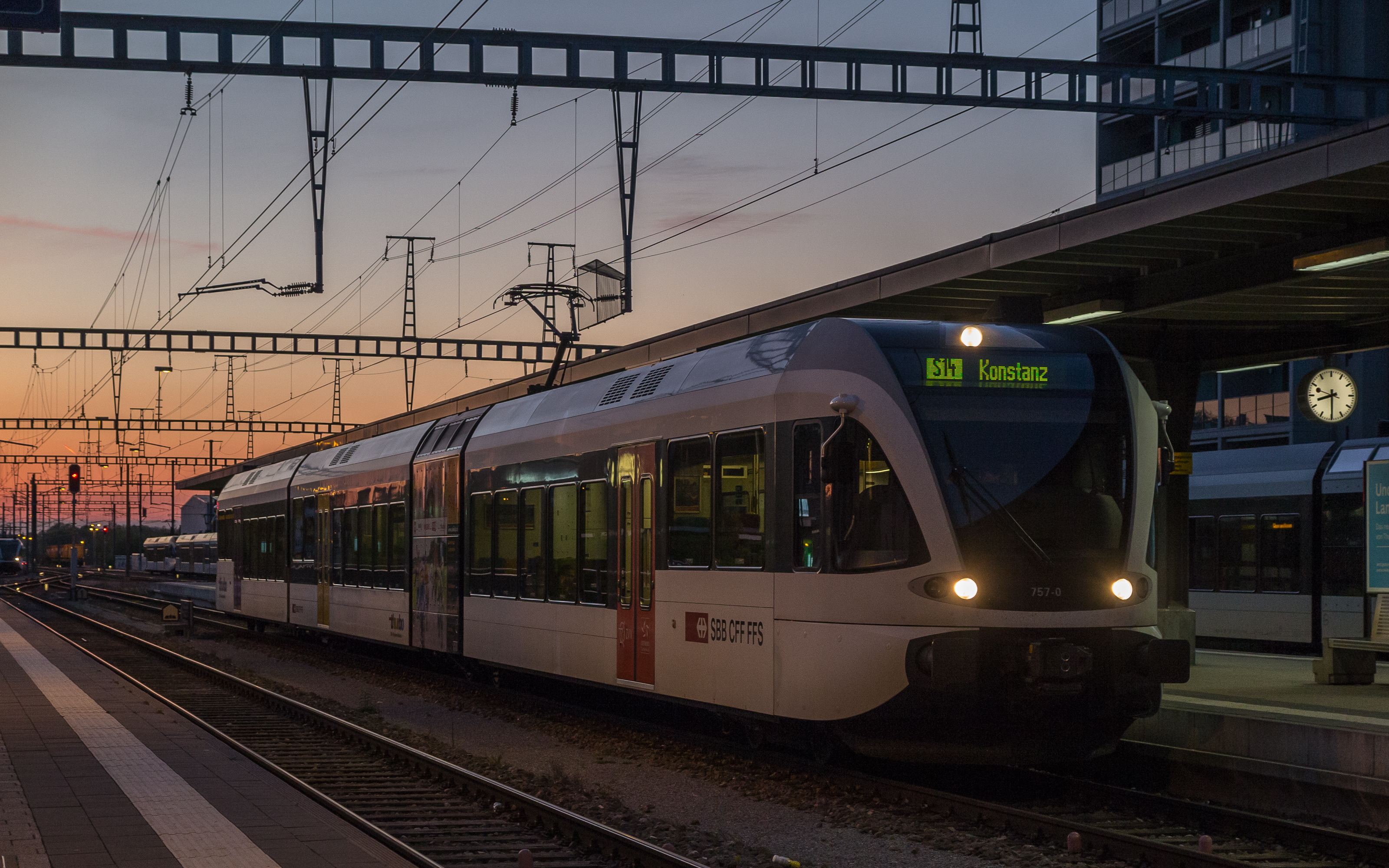
S 14 vor der Abfahrt nach Konstanz im Bahnhof Kreuzlingen

Als die Mittelthurgaubahn wegen finanzieller Probleme Ende 2002 in Liquidation ging, wurde der Personenverkehr der Seelinie von der SBB-Tochtergesellschaft Thurbo, welche ursprünglich als Allianz zwischen SBB und Mittelthurgaubahn gedacht war, übernommen. Thurbo übernahm auch einen grossen Teil des Rollmaterials von der MThB. Wichtige Erkenntnisse des Seelinien-Versuchs wenden SBB und Thurbo nun beim eigenen Regionalverkehr an. Im Dezember 2007 wurden die Haltestellen Arbon Seemoosriet und Steinach eingeweiht.
Seit dem Fahrplanwechsel 2015 verkehrten zunächst täglich fünf RegioExpress-Zugspaare zwischen St. Gallen und Konstanz. Dies wurde auf den Fahrplanwechsel im Dezember 2017 auf den ursprünglich vorgesehenen Zweistundentakt ausgedehnt; seit Dezember 2018 verkehrt der RegioExpress stündlich.
2017/2018 bauten die SBB für 21 Millionen Franken ein 1,4 Kilometer langes Kreuzungsgleis zwischen St. Katharinental und Schlatt. Durch die Verlegung des Kreuzungspunktes vom Bahnhof Diessenhofen zur Doppelspurinsel bei St. Katharinental kann der Fahrplan der Seelinie zwischen Rorschach und Schaffhausen so geändert werden, dass der Anschluss nach Zürich in Schaffhausen besser passt und sich die Reisezeit von Diessenhofen nach Zürich um rund 15 Minuten verkürzt.

## Strecke

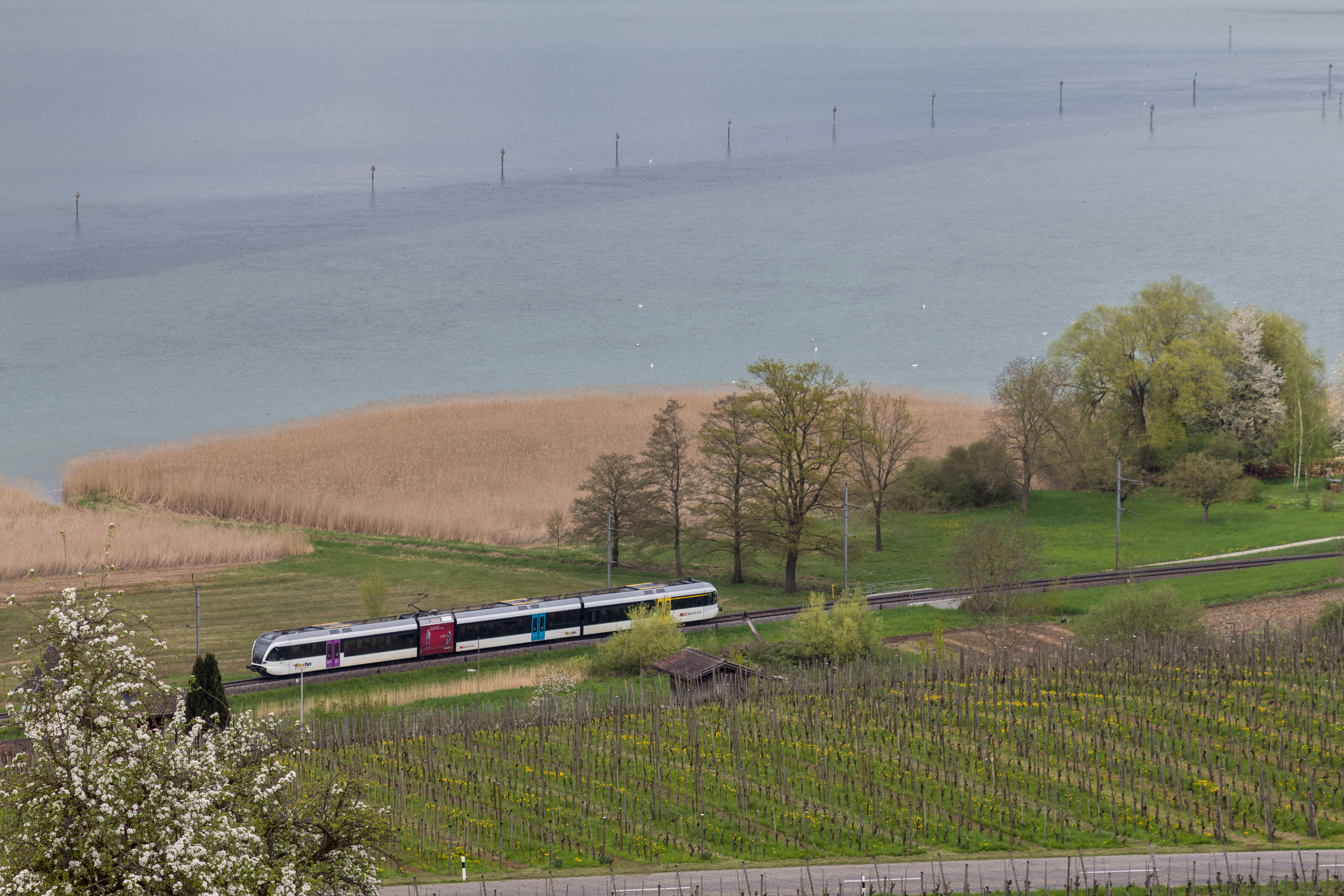
Seelinie zwischen Triboltingen und Ermatingen

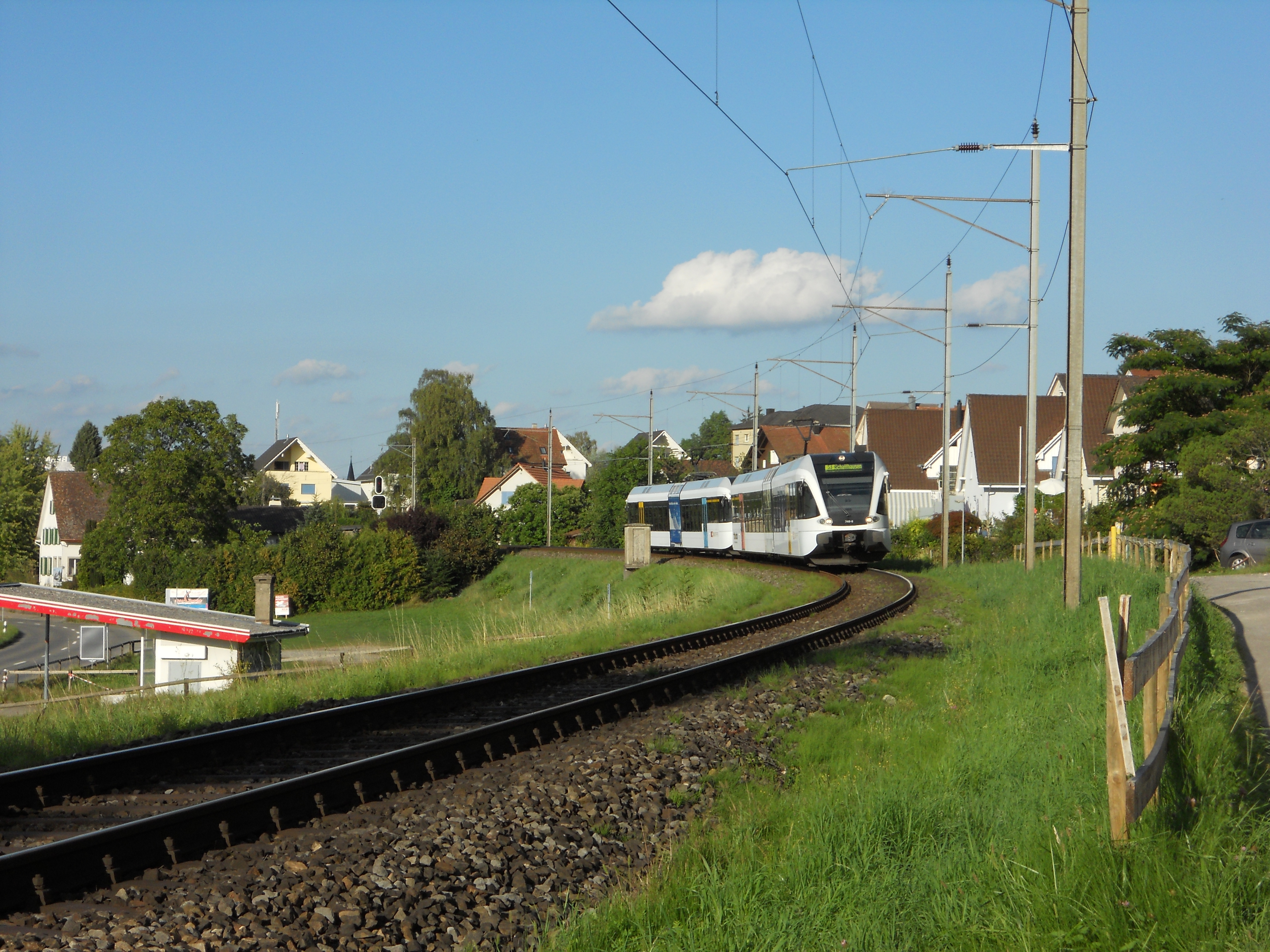
Aus zwei GTW 2/6 bestehender Zug der damaligen S 3 bei Steckborn

Die Seelinie kann von Fahrzeugen der Streckenklasse D4 und von Doppelstockwagen mit Umgrenzungsprofil EBV O2 freizügig befahren werden. Zwischen Konstanz und Rorschach sind neben SBB-Stromabnehmern mit 1450 Millimetern breiten Wippen zusätzlich auch die bei DB und ÖBB üblichen Stromabnehmer mit 1950 Millimeter Wippenbreite erlaubt, wenn diese über isolierte Endhörner verfügen.

### Streckenbeschreibung
Die 82,4 Kilometer lange eingleisige Seelinie führt von Schaffhausen entlang des Rheins und des Bodensees nach Rorschach. Ihre beiden markanten Kunstbauten befinden sich kurz nach dem Ausgangspunkt der Strecke, dem Bahnhof Schaffhausen. Der 761 Meter lange Emmersbergtunnel führt unter dem gleichnamigen Stadtquartier hindurch, und die 262 Meter lange Rheinbrücke überquert anschliessend den Hochrhein mit der Kantonsgrenze Schaffhausen/Zürich am linken Rheinufer. Von Feuerthalen folgt die Seelinie flussaufwärts bis Langwiesen dem Rhein. Dort gelangt sie in den Kanton Thurgau und führt direkt zum Städtchen Diessenhofen.

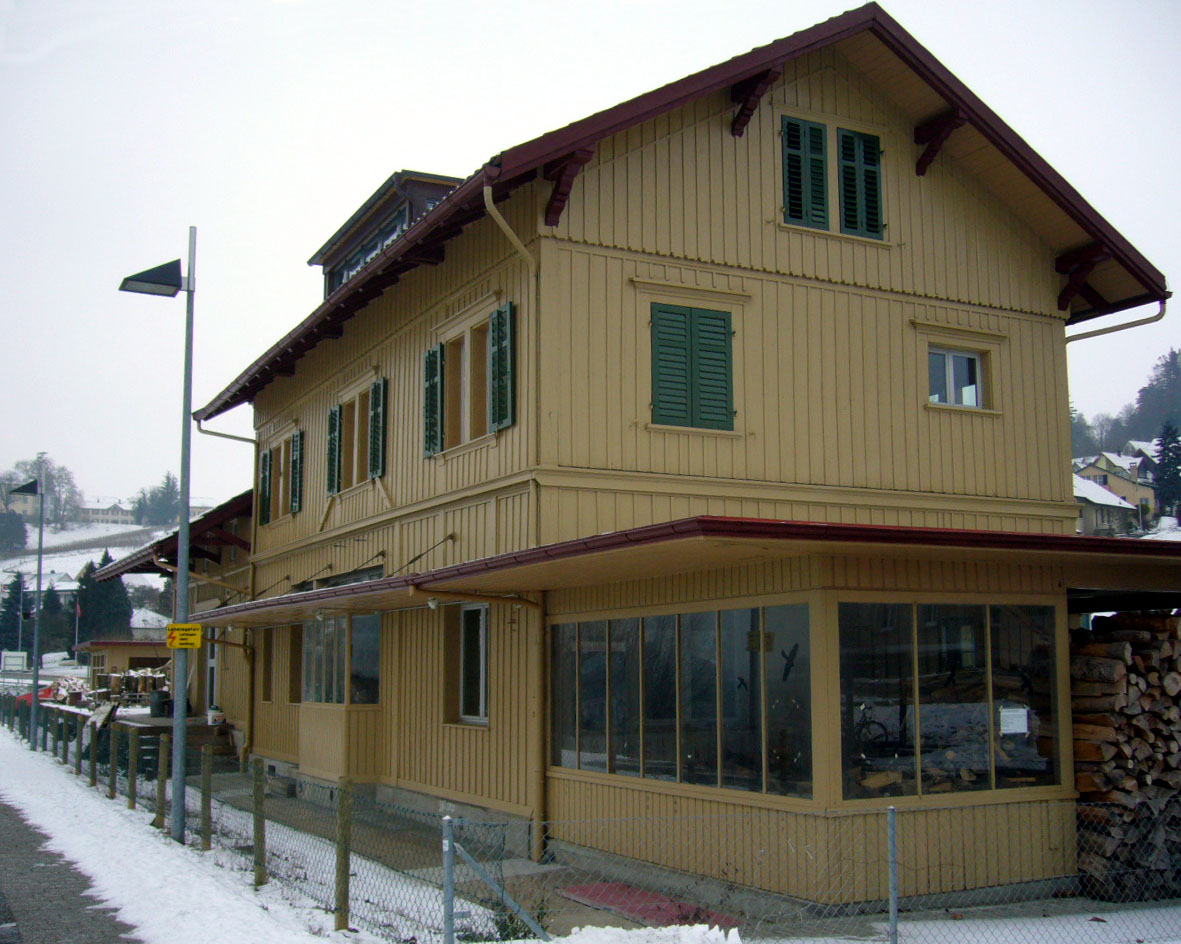
Aufnahmegebäude Mannenbach-Salenstein. In der Fachliteratur wird vermutet, dass es als Muster für den Einheitsbahnhof in Württemberg gedient hat.

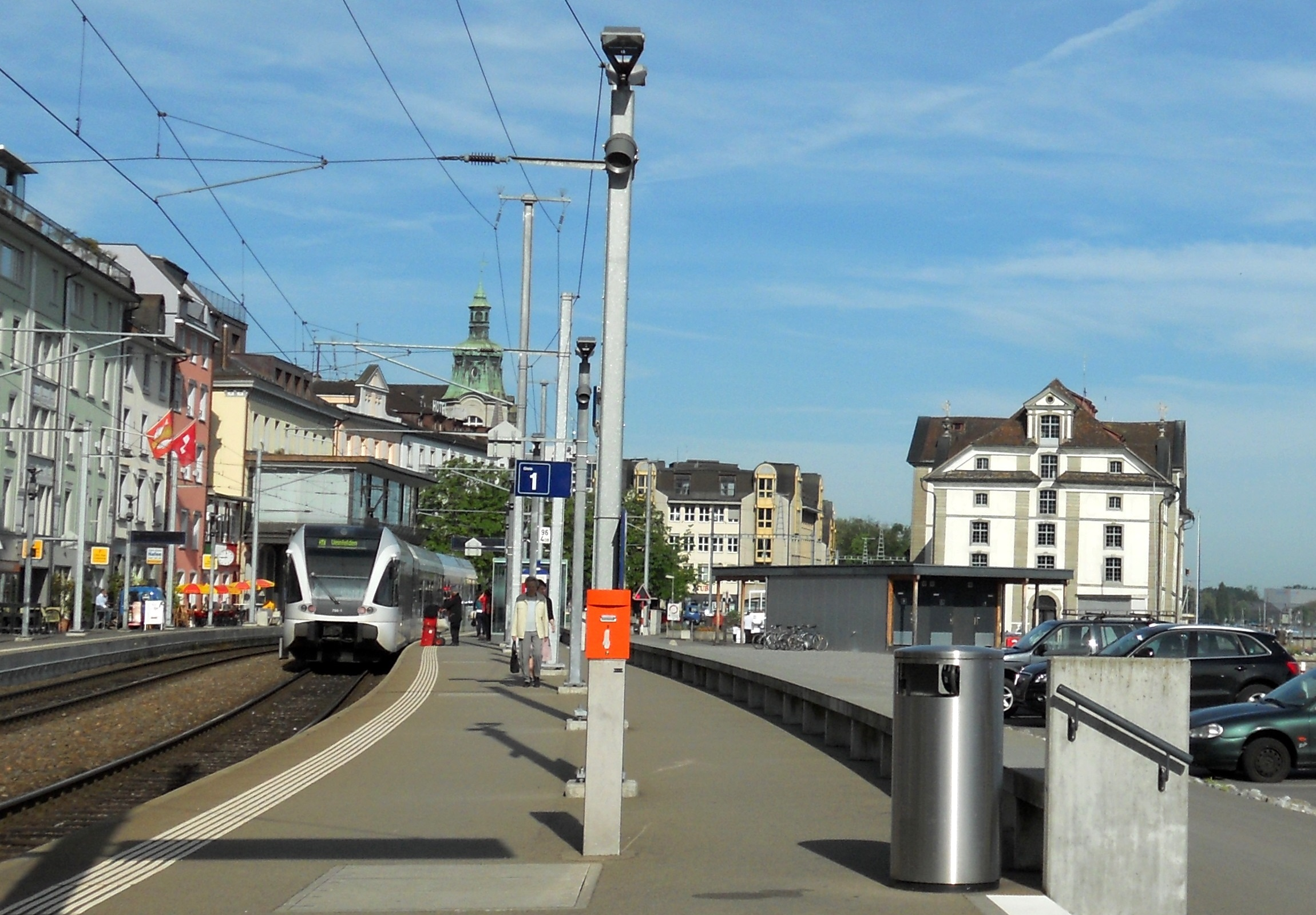
Bahnsteig in Rorschach Hafen mit S 7 und Kornhaus

Die Strecke führt nun über die südlich des Rodenbergs gelegene Haltestelle Schlattingen nach Etzwilen, wo sie mit der aus Winterthur kommenden Strecke der früheren «Nationalbahn» zusammentrifft. Die Bahnstrecke nach Singen wird heute bis Rielasingen von der Museumsbahn Etzwilen–Singen (SEHR) als Museumsbahn betrieben. Der Abschnitt von Etzwilen nach Stein am Rhein wird von den aus Winterthur kommenden Thurbo-Zügen der S-Bahn Zürich mitbenutzt. Im linksrheinisch gelegenen Bahnhof Stein am Rhein führt die Seelinie nochmals kurz durch Schaffhauser Kantonsgebiet; das historische Städtchen befindet sich auf der anderen Rheinseite.
Die Seeline hat dann in Eschenz den Untersee erreicht, dessen südlichem Ufer sie über Steckborn, Mannenbach-Salenstein und Ermatingen bis zur Station Tägerwilen-Gottlieben folgt. Bei Mannenbach-Salenstein können die Reisenden einen Blick auf die im Untersee gelegene Insel Reichenau oder auf das Schloss Arenenberg auf dem Seerücken werfen, in dem sich zeitweise der spätere französische Kaiser Napoleon III. aufhielt. Kurz nach Tägerwilen trifft die Seelinie in der Dienststation Tägermoos auf die hier doppelspurige Strecke der früheren Mittelthurgaubahn aus Weinfelden, von wo aus beide Strecken den Bahnhof Kreuzlingen erreichen.
Zwischen Kreuzlingen, dem in Deutschland gelegenen Bahnhof Konstanz und Kreuzlingen Hafen bildet die Seelinie ein Gleisdreieck. In Kreuzlingen Hafen hat die Bahnstrecke den Obersee erreicht, dessen Ufer entlang sie über Münsterlingen–Scherzingen–Altnau–Uttwil nach Romanshorn folgt. Im Bahnhof Romanshorn mit den umfangreichen Gleis- und Hafenanlagen verzweigt sich das Bahngleis auf die Hauptstrecke nach Winterthur und die Fortsetzung der Seelinie nach Rorschach. Die Verbindungsstrecke, die den Güterzügen aus Winterthur die direkte Fahrt Richtung Rorschach erlaubt, bildet mit der Seelinie wiederum ein Gleisdreieck. Innerhalb des Dreiecks befindet sich das Lokomotivdepot. Die Seelinie führt am 1997 geschlossenen Rangierbahnhof Romanshorn vorbei. Kurz vor der Station Egnach zweigt die nach St. Gallen führende Strecke der Südostbahn rechts ab. Die Seelinie folgt weiter dem Bodensee entlang zum Industriestädtchen Arbon. In Steinach erreicht sie den Kanton St. Gallen, durchfährt die thurgauische Exklave Horn, um ihr Ziel im st. gallischen Rorschach zu erreichen, wo sie auf die Strecke St. Gallen–Rorschach–St. Margrethen–Chur trifft. Der kurze Abschnitt zwischen den Bahnhöfen Rorschach Hafen und Rorschach ist aus historischen Gründen zweispurig. Auf dem 900 Meter langen Abschnitt zwischen den beiden Rorschacher Bahnhöfen verkehren auch Züge der Rorschach-Heiden-Bergbahn (RHB). Die RHB fusionierte 2006 mit den Appenzeller Bahnen (AB) und ist seither die einzige Normalspurstrecke im Netz der AB.

## Betrieb

### Gegenwart

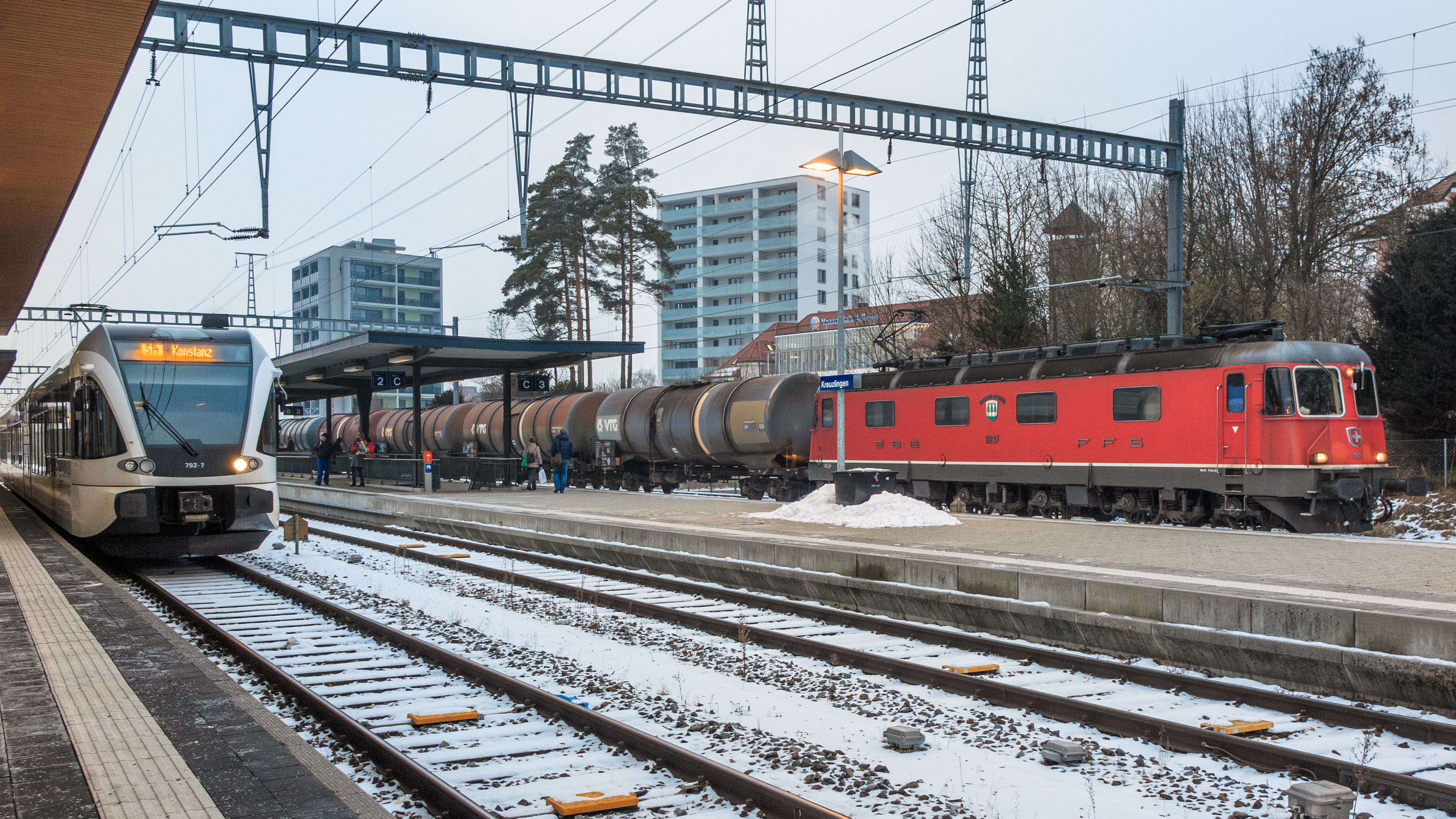
S14 und Re 6/6 mit Kesselwagen in Kreuzlingen.

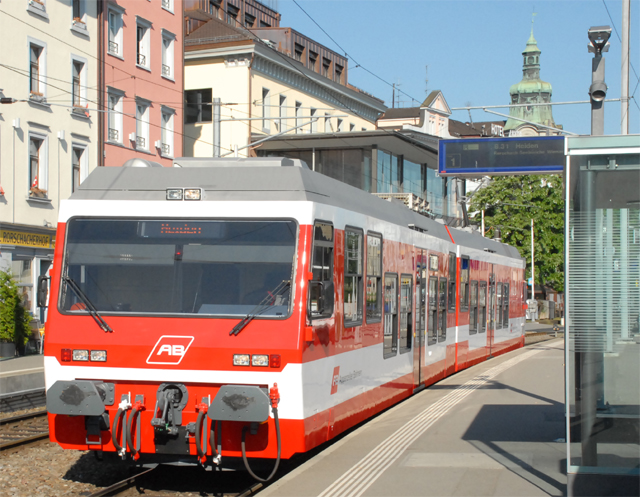
Der Zahnradtriebwagen BDeh 3/6 der AB wartet in Rorschach Hafen als S 25 auf die Fahrgäste nach Heiden.

Die Seelinie wird von Thurbo mit der S 1 (Schaffhausen–Romanshorn–St. Gallen–Wil) und der S 7 (Weinfelden–Romanshorn–Rorschach(–St. Margrethen–Lindau-Reutin)) der S-Bahn St. Gallen im Halbstundentakt betrieben. Ergänzt wird das Angebot durch den RegioExpress St. Gallen–Romanshorn–Kreuzlingen Hafen–Konstanz (RE 1) und die S 25 (Rorschach Hafen–Rorschach–Heiden) sowie auf dem Abschnitt Stein am Rhein–Etzwilen von der nach Winterthur fahrenden S 29 der S-Bahn Zürich.
Auf dem Abschnitt Konstanz–Kreuzlingen verkehrt stündlich ein InterRegio Konstanz–Weinfelden–Luzern, halbstündlich die S 14 (Konstanz–Weinfelden) sowie seit Dezember 2022 alle zwei Stunden eine schnelle S-Bahn mit der Bezeichnung «S 44». Bis zum Fahrplanwechsel 2015 verkehrten hier zusätzlich aus Deutschland kommende IRE-/RE-Züge von und nach Karlsruhe, welche seitdem im Bahnhof Konstanz beginnen und enden.
Thurbo setzt für die S-Bahn und die RegioExpress-Züge Stadler-Gelenktriebwagen der neueren Generation ein. Auf der S 25 verkehrt der Zahnradtriebwagen BDeh 3/6 der Appenzeller Bahnen. Die Seelinie ist in den Tarifverbund Ostwind integriert.
Die Strecke zwischen Romanshorn und Rorschach wird auch vom Güterverkehr rege befahren, der ins St. Galler Rheintal weiterverkehrt. Die meist vom Rangierbahnhof Limmattal kommenden Güterzüge benutzen nicht die steigungsreiche Strecke über St. Gallen, sondern die flache Thurtallinie. Ab 2004 hatte der Güterverkehr auf dem Abschnitt Konstanz–Romanshorn–Rorschach zugenommen. DB Cargo führte die Güterzüge von Stuttgart Kornwestheim über die elektrifizierte Seelinie zum Rangierbahnhof Wolfurt, um den Einsatz von Diesellokomotiven auf der Bahnstrecke Friedrichshafen–Lindau und der Württembergischen Südbahn zu vermeiden. Die Anwohner der Seelinie beklagten sich über den Lärm dieser Transitgüterzüge und der Kesselwagenzüge zum Transport von Mineralöl in die Ostschweizer Tanklager. Seit 2021 ist die Verbindung von Ulm über Friedrichshafen nach Lindau elektrifiziert.

### Geschichte

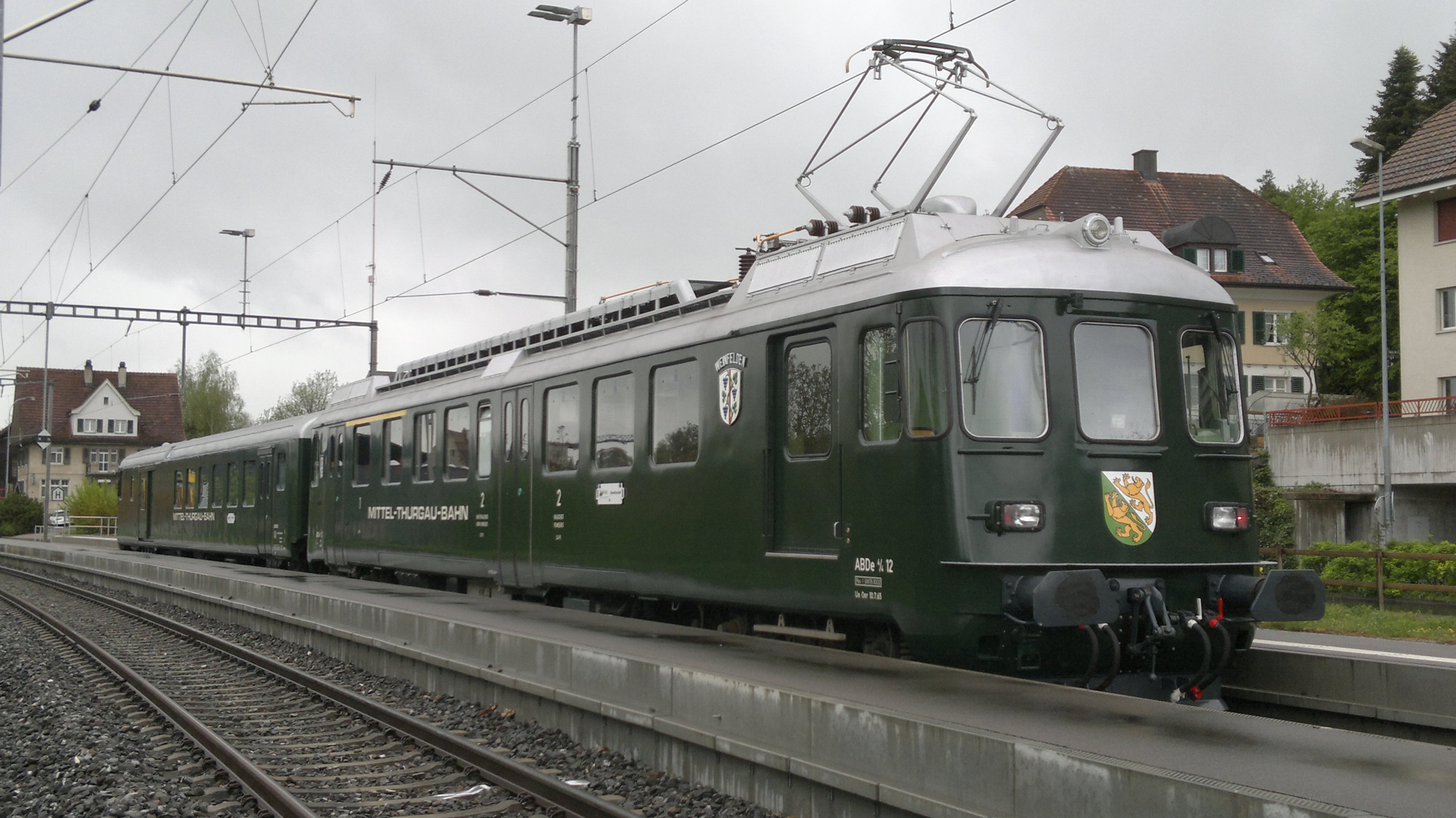
Der Abschnitt Kreuzlingen–Konstanz wurde von der Mittelthurgaubahn bedient, die seit ihrer Elektrifizierung zweiteilige Pendelzüge mit EAV-Triebwagen einsetzte

Seit der Eröffnung der Mittelthurgaubahn (MThB) wurde der Abschnitt Kreuzlingen–Konstanz in erster Linie durch die MThB befahren. Die SBB als Streckeneigentümerin und die MThB regelten ihre Zusammenarbeit mit einem Betriebsvertrag. Einige Personenzüge fuhren im Gleisdreieck von Kreuzlingen über Konstanz nach Kreuzlingen Hafen und umgekehrt, aber nicht konsequent und nicht über Jahre, da die Mittelthurgaubahn den Anschluss nach Konstanz sicherstellte. Heute fahren alle Regionalzüge von Kreuzlingen zum Hafenbahnhof ohne den Umweg über Konstanz.
Auf der Strecke verkehrte auch ein Schnellzugspaar Schaffhausen–Rorschach–Buchs SG–Sargans–Chur, später noch Schaffhausen–Rorschach mit Anschluss nach Chur; 1996 wurde der Kurs ganz gestrichen. Der Betrieb wurde mit dem ältesten Rollmaterial der SBB geführt; es kam nicht selten vor, dass Passagiere morgens und abends in unbeleuchteten Zügen sassen, da die Batterien der Wagen versagten. Es kam zu Zugausfällen.
Mit Einführung des Taktfahrplans 1982 gab es einen stündlichen Zug zwischen Rorschach und Schaffhausen, der abwechselnd als Regionalzug und Schnellzug geführt wurde. Dazu gab es in der Hauptverkehrszeit einen zusätzlichen Regionalzug zwischen Rorschach und Romanshorn.
Seit der Übernahme durch die Mittelthurgaubahn verkehrten mit Gelenktriebwagen geführte Regionalzüge vorwiegend im Halbstundentakt. 2001 wurde die Seelinie in das Netz der neu entstandenen S-Bahn St. Gallen integriert und von Thurbo mit den stündlich verkehrenden S3 (Schaffhausen–Romanshorn–St. Gallen Haggen), S7 (Weinfelden–Romanshorn–Rorschach) und S8 (Kreuzlingen–Romanshorn–Rorschach) betrieben. Dieses Betriebskonzept führte zum Halbstundentakt zwischen Romanshorn und Rorschach. Zwischen Schaffhausen und Stein am Rhein ergänzten zusätzliche Regionalzüge das Angebot zum Halbstundentakt. Im Fahrplanjahr 2008 wurde die S8 nach Schaffhausen verlängert, womit die ganze Seelinie halbstündlich bedient wurde. Die S8 gibt es inzwischen nicht mehr, seit 2021/22 bedient die S1 Wil–St. Gallen–Romanshorn–Schaffhausen halbstündlich den Abschnitt ab Romanshorn, dazu kommt zwischen Romanshorn und Kreuzlingen Hafen der stündliche RE Herisau–St. Gallen–Romanshorn–Konstanz. Der Abschnitt zwischen Rorschach und Romanshorn wird halbstündlich von der S7 Weinfelden–Romanshorn–Rorschach(–St. Margrethen–Lindau-Reutin) bedient, dazu kommt zwischen Rorschach Hafen und Rorschach stündlich die nach Heiden führende S25.